# جيمي ليرنر
جيمي ليرنر (بالإنجليزية: Jimmy Lerner)‏ (22 يونيو 1951)؛ روائي أمريكي.